# Friedrich-List-Platz (Leipzig)
Der Friedrich-List-Platz in Leipzig ist ein Verkehrsknotenpunkt mit einer kleinen Grünanlage im Ortsteil Zentrum-Ost. Er ist benannt nach dem Wirtschaftstheoretiker, Unternehmer und Eisenbahn-Pionier Friedrich List (1789–1846), der von 1833 bis 1837 in Leipzig lebte.

## Gestalt
Der Friedrich-List-Platz hat eine dreieckige Gestalt mit einer Wiesenfläche mit Fußwegen, die insbesondere an ihren Rändern von Bäumen und Buschwerk bestanden ist. Der Platz wird von folgenden Straßen umgrenzt. Im Norden geht die von Westen kommende vierspurige Mecklenburger Straße in zwei Spuren über und wird mit Verlassen des Platzes zur Eisenbahnstraße. An der Südostseite des Platzes verläuft die zweispurige Rosa-Luxemburg-Straße. Der Straßenbereich an der Ostseite ist vierspurig plus Einordnungsspuren und gehört dem Namen nach zum Platz. In diesen Bereich münden von Süden die vierspurige Ludwig-Erhard-Straße und von Norden die ebenfalls vierspurige Lagerhofstraße. Über beide verläuft die Bundesstraße 2, während die Bundesstraße 87 von der Mecklenburger in die Lagerhofstraße abbiegt.
Ferner münden in den Platz direkt neben der Ludwig-Erhard-Straße die Kohlgartenstraße und an der Ostspitze des Platzes die Lutherstraße. Die Straßenbahnlinien 1, 3 und 8 biegen aus der Rosa-Luxemburg-Straße in die Eisenbahnstraße ab und in die Kohlgartenstraße die Buslinien 72 und 73.

## Geschichte

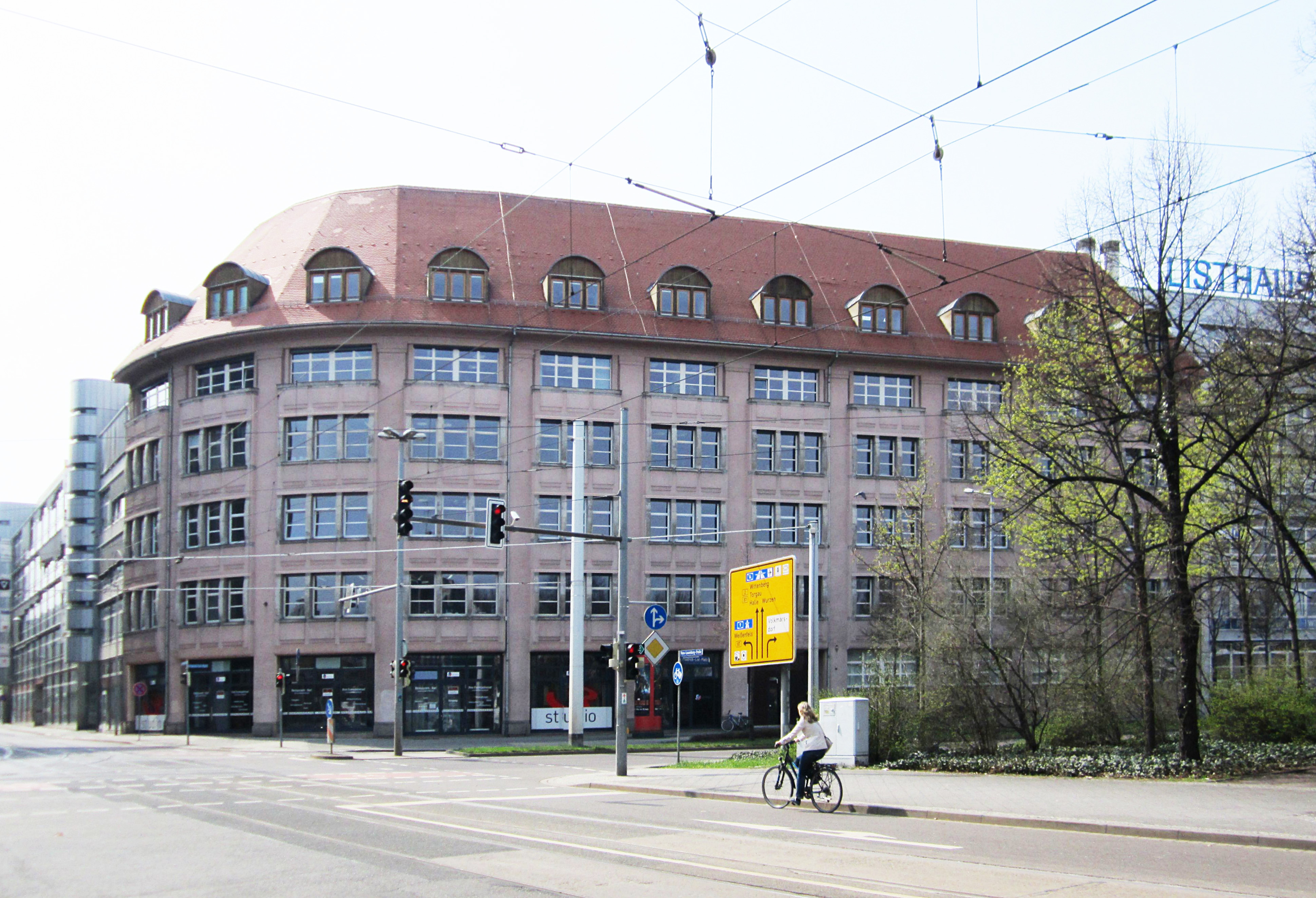
Alter Teil des Listhauses, angeschnitten rechts der neue Teil (2013)

Bis in die ersten Jahre des 20. Jahrhunderts streiften die Gleisanlagen des Dresdner Bahnhofs die Nordseite des späteren Friedrich-List-Platzes. Die Eisenbahnstraße endete an der Tauchaer Straße (heute Rosa-Luxemburg-Straße), und die Friedrich-List-Straße (heute Dohnanyistraße) verlief im Bogen ebenfalls bis auf diese. Erst 1911 mit der Anlage der Althner Straße (heute Mecklenburger Straße) und ihrer Verbindung zur Eisenbahnstraße entstand die dreieckige Platzstruktur, die bis 1921 ohne Namen blieb und ab dann Friedrich-List-Platz hieß.
Von 1910 bis 1912 wurde an der Ecke Tauchaer Straße 23–27 / Friedrich-List-Straße 32–40 nach Plänen des Leipziger Architekten Emil Franz Hänsel (1870–1943) ein Geschäftshaus für den Tuch-Großhandel Gebrüder Heine errichtet und bis Ende der 1920er Jahre erweitert, der heutige alte Teil des Listhauses.  Mit der Benennung des Friedrich-List-Platzes wurde aus der Friedrich-List-Straße 32–40 Friedrich-List-Platz 1.
Ende der 1990er Jahre wurden insbesondere die Bundesstraßenanteile vierspurig ausgebaut und dazu die ehemalige Grenzstraße als Ludwig-Erhard-Straße vierspurig bis zur Rosa-Luxemburg-Straße weitergeführt.

## Bebauung

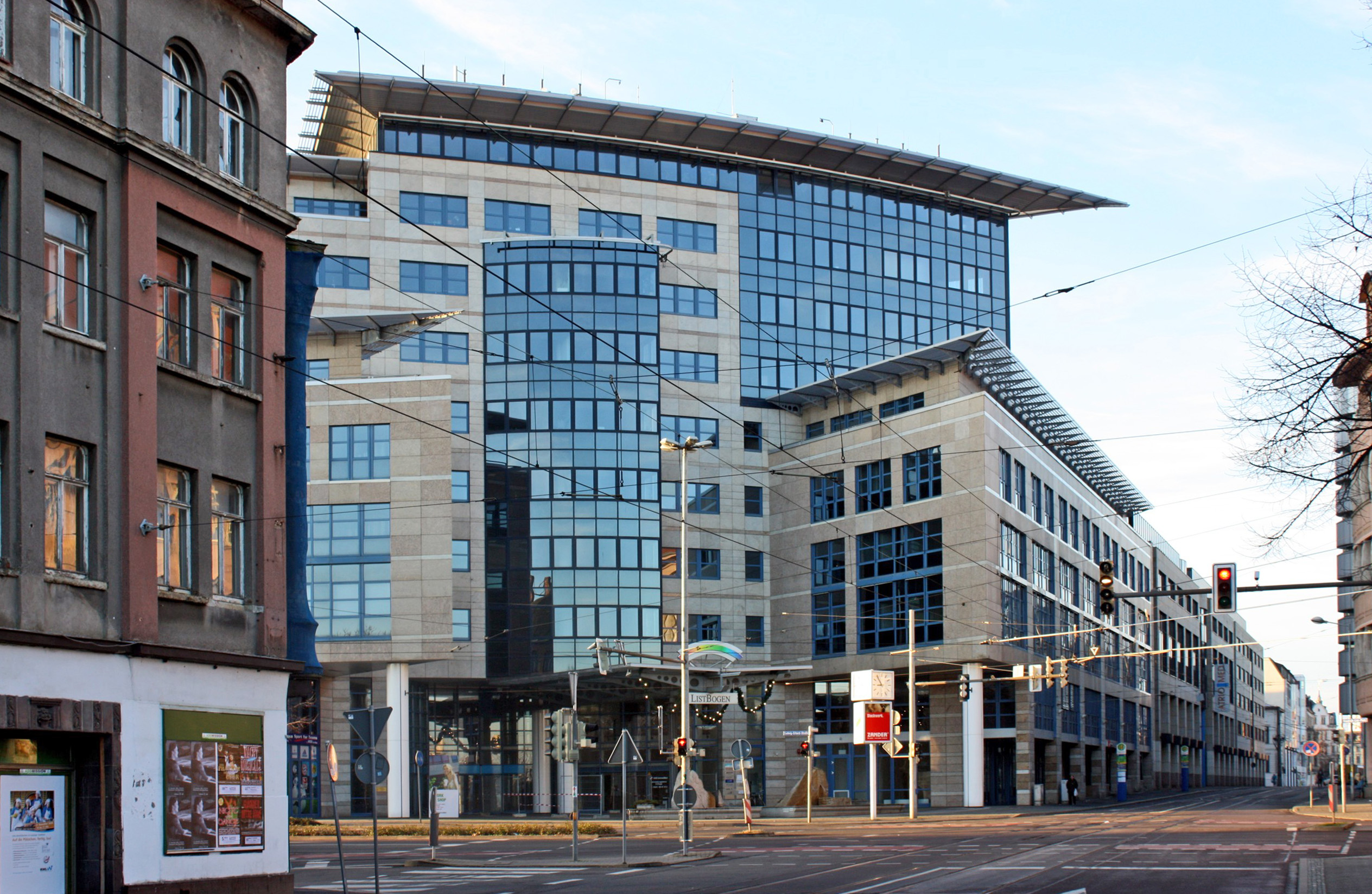
Listbogen (2013)

1998 erhielt der historische Teil des Listhauses nach Norden eine Ergänzung mit einer Aluminium-Glas-Fassade und der Adresse Listplatz 2. Auf dessen Dach weithin sichtbar die Leuchtschrift Listhaus. Nach Westen entlang der Rosa-Luxemburg-Straße schließt sich ein weiterer Neubau an, errichtet Ende 1990er Jahre. Dieser Teil gehört heutzutage ebenfalls zum Komplex des Listhauses, als Adresse hat er allerdings die Rosa-Luxemburg-Straße 27–29. Durch den Bau führt eine Passage von der Rosa-Luxemburg-Straße zur Dohnanyistraße und trifft da auf den Industriepalast. Gegenüber dem Listhaus auf der anderen Seite der Rosa-Luxemburg-Straße entstand nach Plänen des Markkleeberger Architekten Manfred Denda von 1992 bis 1996 der Listbogen, ein fünf- bis neungeschossiger, verschränkt strukturierter Bürokomplex mit Innenhof.

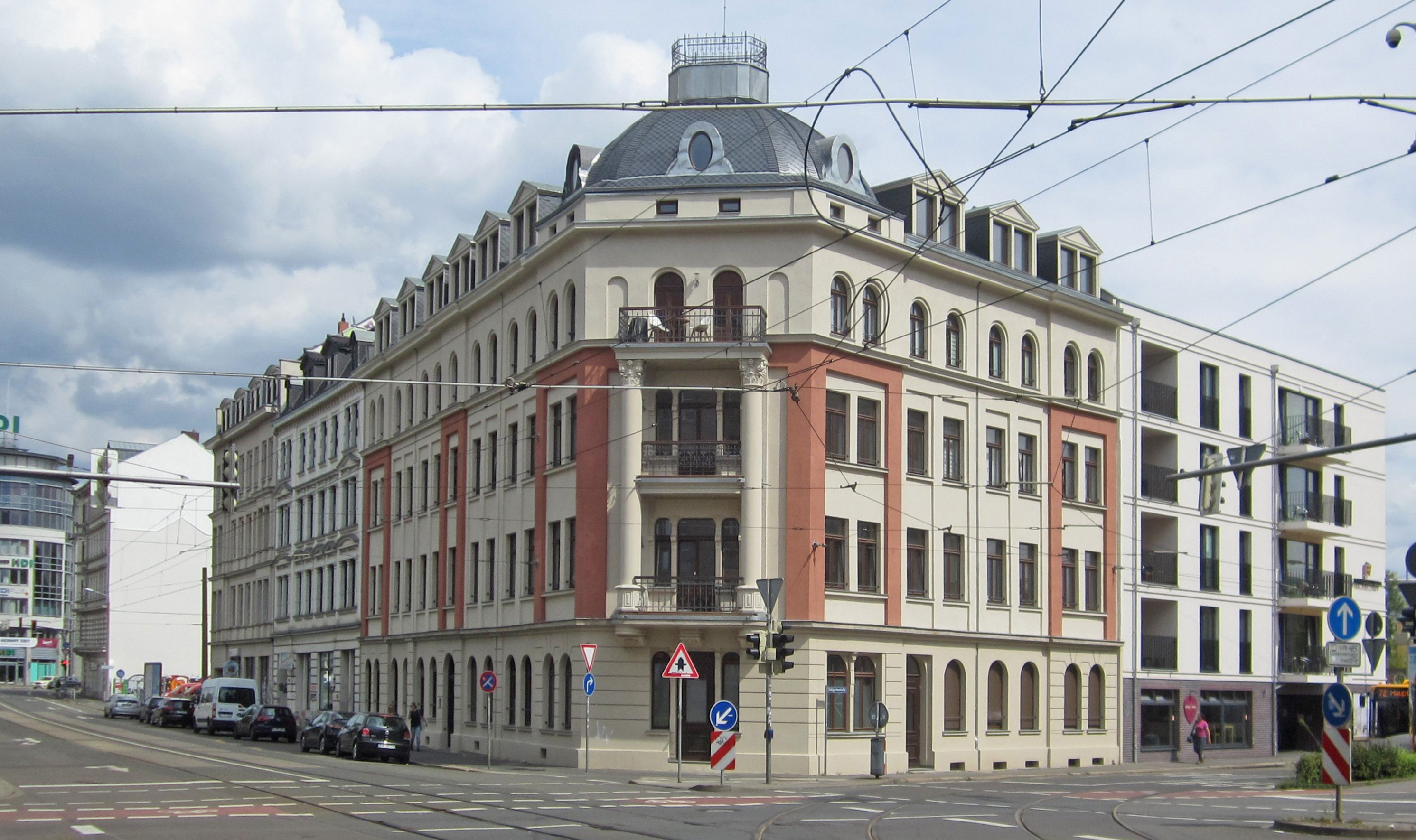
Ehemaliges Hotel Meinhardt (2017)

Die Wohnhäuser nach der Südostseite mit einer Baulücke bei den Nummern 42 bis 46, die bis 2024 durch einen Hotelneubau geschlossen werden soll, zählen zur Rosa-Luxemburg-Straße. Das Eckhaus zur Kohlgartenstraße  (Nummer 36) war früher das Hotel Meinhard (zuletzt Hotel am Listplatz) und wurde um die Mitte der 2010er Jahre zu einem Wohnhaus mit hochwertigen Eigentumswohnungen umgebaut, wobei auch das 1931 gegründete renommierte Musikhaus Tappert im Erdgeschoss verschwand. Alten Leipzigern ist noch der Unfall vom 5. August 1954 in Erinnerung, bei dem ein entgleister Straßenbahnzug mit hoher Geschwindigkeit in die Fassade des Hotels Meinhardt fuhr, was 60 Verletzte zur Folge hatte.